# Isopterygium stenosekos
Isopterygium stenosekos là một loài Rêu trong họ Hypnaceae. Loài này được (Welw. & Duby) A. Jaeger mô tả khoa học đầu tiên năm 1878.